# Skalniczka (rodzaj ssaków)
Skalniczka (Aconaemys) – rodzaj ssaków z rodziny koszatniczkowatych (Octodontidae).

## Rozmieszczenie geograficzne
Rodzaj obejmuje gatunki występujące w centralnych regionach zachodniej Argentyny i Chile zarówno w regionach przybrzeżnych, jak i w górach powyżej 2000 metrów n.p.m.

## Charakterystyka
Długość ciała (bez ogona) 140–192 mm, długość ogona 55–85 mm, długość ucha 8–22 mm, długość tylnej stopy 26–37 mm; masa ciała 80–230 g. Gryzonie z rodzaju Aconaemys mają stosunkowo gruby tułów, krótki ogon. Futro koloru brązowego lub czarnego. Ogon bywa wielobarwny. Górna część ciała jest innego koloru niż dolna. Gryzonie z rodzaju Aconaemys są roślinożercami.

## Środowisko
Skalniczki zamieszkują łąki i lasy. Są one w znacznym stopniu zwierzętami podziemnymi. Tworzą skomplikowane, znajdujące się płytko poniżej powierzchni ziemi systemy kanałowe. Nory są często połączone z terenem żerowiska.

## Systematyka
Rodzaj zdefiniował w 1842 roku angielski przyrodnik George Robert Waterhouse w artykule zatytułowanym O nowym rodzaju gryzoni spokrewnionym z rodzajami Poephagomys, Ctenomys itd., opublikowanym w czasopiśmie „Proceedings of the Zoological Society of London”. Jednak nazwa – Schizodon – którą ukuł Waterhouse, okazała się młodszym homonimem rodzaju ryb promieniopłetwych, którą nazwano w 1829 roku, dlatego w 1891 roku argentyński przyrodnik, paleontolog, antropolog i zoolog Florentino Ameghino nadał rodzajowi gryzoni nową nazwę – Aconaemys. Gatunkiem typowym jest (oznaczenie monotypowe) skalniczka płowa (A. fuscus)

### Etymologia
- Schizodon: gr. σχιζω skhizō ‘rozszczepić, rozłupać’; οδους odous, οδοντος odontos ‘ząb’[10].
- Aconaemys (Acondemys): gr. ακονη akonē ‘osełka’; μυς mus, μυος muos ‘mysz’[11].

### Podział systematyczny
Do rodzaju należą następujące gatunki:
| Grafika | Gatunek           | Autor i rok opisu       | Nazwa zwyczajowa   | Podgatunki         | Rozmieszczenie geograficzne | Podstawowe wymiary                            | Status IUCN |
| ------- | ----------------- | ----------------------- | ------------------ | ------------------ | --- | --------------------------------------------- | ----------- |
|         | Aconaemys porteri | O. Thomas, 1917         | skalniczka stokowa | gatunek monotypowy | Chile (od wulkanu Villarica do wulkanu Puyehue, Los Lagos) i Argentyna (Park Narodowy Lanín do Parku Narodowego Nahuel Huapi, Neuquén); zakres wysokości: 900–2000 m n.p.m. | DC: 14,8–19,2 cm DO: 6,8–8,5 cm MC: 105–160 g | DD          |
|         | Aconaemys sagei   | O.P. Pearson 1984       | skalniczka mała    | gatunek monotypowy | środkowe Chile (Araukania) i zachodnio-środkowa Argentyna (jeziora Quillén i Hui Hui, Neuquén)                                                                              | DC: 14–15,9 cm DO: 5,8–6,8 cm MC: 83–110 g    | DD          |
|         | Aconaemys fuscus  | (G.R. Waterhouse, 1842) | skalniczka płowa   | gatunek monotypowy | Andy od środkowego Chile (od Curicó, Maule do Temuco, Araukania) i środkowo-zachodnia Argentyna (Mendoza); zakres wysokości: 1000–4000 m n.p.m.                             | DC: 15–17 cm DO: 5,5–7,8 cm MC: 80–230 g      | LC          |

Kategorie IUCN:  LC  – gatunek najmniejszej troski,  DD  – gatunki o nieokreślonym stopniu zagrożenia.